# Arado Project II
Het Arado Ar Projekt II was een project voor een nachtjager / jachtvliegtuig dat werd ontwikkeld door de Duitse vliegtuig-ontwerper Arado.

## Ontwikkeling
Het project werd laat in de oorlog, maart 1945, opgestart.
De vleugels waren hoog tegen de rompzijkant geplaatst en van een pijlstand van 35 graden voorzien. De cockpit was in de bovenkant van de rompneus geplaatst en was als drukcabine uitgevoerd. De bemanning bestond uit twee man en was van schietstoelen voorzien.
De motoren waren onder de vleugels in gondels aangebracht. Dit waren Heinkel He S 011A of BMW 003A-1 straalmotoren. In de staartsectie zouden remparachutes worden aangebracht.
Er was een neuswiel landingsgestel geplaatst. Het hoofdlandingsgestel werd in de romp opgetrokken en het neuswiel achterwaarts in de rompneus.
De bewapening was in de rompneus aangebracht en bestond uit vier of zes 30 mm MK018 kanonnen in de rompneus. Er was ook een radar in de rompneus geplaatst.
Er werden verschillende configuraties bekeken zoals een met een V-vormige staartsectie maar het einde van de oorlog betekende ook het einde van dit project.